# El cazador de la bruja
El cazador (エル・カザド, Eru kazado), sous-titré El cazador de la bruja  (« Le chasseur de la sorcière ») est une série d'animés réalisés par Kōichi Mashimo et animées par le studio Bee Train.
Cette série est le dernier opus de la trilogie des « girls-with-gun » (avec Noir et Madlax) du studio Bee Train. La série diffusée la première fois le 2 avril 2007 sur TV Tokyo à depuis été adaptée en manga par le magazine Champion RED.

## Synopsis
Nadie est une chasseuse de primes expérimentée, elle a été envoyée à la recherche d'Ellis, une jeune fille dont la tête a été mise à prix. Ellis quant à elle, est une jeune fille amnésique au passé fort troublé, recueillie par une diseuse de bonne aventure, elle semble dotée d'étranges pouvoirs. Après avoir trouvé Ellis, Nadie se la voit confiée et elles s'enfuient toutes les deux vers le sud, de nombreux chasseurs de primes à leur trousse, avec comme seul indice une gemme inca et les mots: « Wiñay Marca ».
Un certain Rosenberg, chef du projet Leviathan, ne semblerait pas étranger à tous leurs problèmes.

## Personnages
Ellis (エリス, Erisu)
Voix japonaise : Ai Shimizu
Ellis est une jeune fille recherchée pour le meurtre du Dr Heinz Schneider, elle tente en vain de connaître les causes de cet accident dont elle ne garde que de maigres souvenirs. Avec l'aide de Nadie, elle s'engage dans un long voyage vers le sud afin de découvrir la vérité.
Ellis est aussi une sorcière mais elle ne maîtrise pas ses pouvoirs et ne parvient qu'à les utiliser accidentellement lorsqu'elle est menacée ou en danger. Son pouvoir principal est de manipuler les molécules, lui permettant de détruire ou d'endommager des objets ou de contrer certaines lois physiques. Elle semble aussi dotée d'une grande habileté.
Au début de l'histoire, Ellis ne semble pas comprendre certains concepts comme la notion de bien et de mal, l'amitié, les mensonges… Elle découvrira ces concepts au cours de son voyage.
Nadie (ナディ, Nadi)
Voix japonaise : Shizuka Itō
Nadie est une jeune chasseuse de prime qui a été engagée pour retrouver et protéger une jeune fille du nom d'Ellis.
Dans sa vie, Nadie a été manipulée par bien des gens mais elle a appris de ses erreurs et ne compte pas les refaire. Toute sa jeunesse, Nadie avait rêvé d'être libre mais aujourd'hui elle se rend compte que la liberté a ses inconvénients car, même libre elle s'était toujours sentie seule. Elle se sent bien mieux aux côtés d'Ellis, car elle sait pertinemment qu'Ellis ne la laissera jamais tomber.
Au début de l'histoire, Ellis n'est pour Nadie qu'un contrat mais, pendant son voyage, elle s'attachera beaucoup à Ellis et comprendra ce que veut vraiment dire être libre.
Jody Hayward (ジョディ・ヘイワード, Jodi Heiwādo)
Voix japonaise : Aya Hisakawa
Douglas Rosenberg (ダグラス・ローゼンバーグ, Dagurasu Rōzenbāgu)
Voix japonaise : Kenta Miyake
Dr Heinrich « Heinz » Schneider (ハインリク « ハインツ » シュナイダ, Hainriku « Haintsu » Shunaida)
Voix japonaise : Shinichiro Miki
L.A. (エル・エー, Eru Ē)
Voix japonaise : Mamoru Miyano
Ricardo (リカルド, Rikarudo)
Voix japonaise : Fumihiko Tachiki
Lirio (リリオ, Ririo)
Voix japonaise : Marina Inoue

## Liste des épisodes
| No | Titre français              | Titre japonais | Titre japonais         | Date de 1re diffusion |
| No | Titre français              | Kanji          | Rōmaji                 | Date de 1re diffusion |
| -- | --------------------------- | -------------- | ---------------------- | --------------------- |
| 01 | Celle qui fuit              | 逃げる女       | Nigeru onna            | 2 avril 2007          |
| 02 | Celle qui attend            | 待つ女         | Matsu onna             | 9 avril 2007          |
| 03 | Celle sous la pluie         | 降られた女     | Furareta onna          | 16 avril 2007         |
| 04 | Celle prise pour cible      | 狙う女         | Nerau onna             | 23 avril 2007         |
| 05 | Celle qui habille           | 着る女         | Kiru onna              | 30 avril 2007         |
| 06 | Celui qui aime              | 恋する男       | Koisuru otoko          | 7 mai 2007            |
| 07 | Celui qui travaille         | 働く男         | Hataraku Otoko         | 14 mai 2007           |
| 08 | Celle qui ment              | 嘘つく女       | Usotsuku Onna          | 21 mai 2007           |
| 09 | Celle qui creuse            | 掘る女         | Horu Onna              | 28 mai 2007           |
| 10 | Celui qui vit avec un ange  | 天使と暮らす男 | Tenshi to Kurasu Otoko | 4 juin 2007           |
| 11 | Celle qui pratique la magie | 呪う女         | Majinau Onna           | 11 juin 2007          |
| 12 | Celui qui ouvre le feu      | 撃つ男         | Utsu Otoko             | 18 juin 2007          |
| 13 | Celle qui dissimule         | 隠す女         | Kakusu Onna            | 25 juin 2007          |
| 14 | Feuille d'érable            | メイプルリーフ | Meipuru Riifu          | 2 juillet 2007        |
| 15 | Celle qui désobéit          | 逆らう女       | Sakarau Onna           | 9 juillet 2007        |
| 16 | Celle qui se met en colère  | 怒る女         | Okoru Onna             | 16 juillet 2007       |
| 17 | Celle qui traque            | 追い詰める女   | Oitsumeru Onna         | 23 juillet 2007       |
| 18 | Celle qui se brouille       | 諍う女         | Isakau Onna            | 30 juillet 2007       |
| 19 | Celui qui protège           | 守る男         | Mamoru Otoko           | 6 août 2007           |
| 20 | Celle qui est capturée      | 囚われた女     | Torawareta Onna        | 13 août 2007          |
| 21 | Celle qui déploie ses ailes | 羽ばたく女     | Habataku Onna          | 20 août 2007          |
| 22 | Celle qui s'éveille         | 目覚める女     | Mezameru Onna          | 27 août 2007          |
| 23 | Celle qui est perdue        | 惑う女         | Madou Onna             | 3 septembre 2007      |
| 24 | Celui qui meurt             | 逝く男         | Yuku Otoko             | 10 septembre 2007     |
| 25 | Celle qui est sainte        | 聖なる女       | Seinaru Onna           | 17 septembre 2007     |
| 26 | Celle qui rayonne           | 輝く女         | Kagayaku Onna          | 24 septembre 2007     |

## Musique
La musique de la série est composée par Yuki Kajiura.

### Génériques
Générique d'ouverture
- « Hikari no Yukue » interprété par savage genius

Générique de fin
- « romanesque » interprété  par FictionJunction Yuuka